# Бульдог Драммонд
«Бульдог Драммонд» (англ. Bulldog Drummond) — американський детективний трилер режисера Ф. Річарда Джонса 1929 року. Фільм був номінований на дві премії «Оскар» за найкращу чоловічу роль (Рональд Колман) та найкращу роботу художника-постановника (Вільям Кемерон Мензіс).

## Сюжет
Г'ю «Бульдог» Драммонд, британський ветеран Першої світової, в мирному житті не знаходить собі місце — йому занадто нудно серед повсякденної, міщанської рутини. Але в той момент, коли він зайнятий пошуками чогось нового і хвилюючого, до нього звертається молода дівчина з проханням врятувати її батька — того, без будь-чиєї б то не було згоди, запроторили в будинок престарілих, де зараз намагаються силою відняти всі його непоганий стан. «Бульдог» Драммонд просто не може залишитися в стороні…

## У ролях
- Рональд Колман — Г'ю «Бульдог» Драммонд
- Клод Аллістер — Елджі
- Лоуренс Грант — доктор Лекінгтон
- Монтегю Лав — Пітерсон
- Вілсон Бендж — Денні
- Джоан Беннетт — Філліс
- Ліліан Тешман — Ірма
- Чарльз Селлон — Траверс
- Адольф Мілар — Марковіч
- Тецу Комай — Чонг
- Гертруда Шорт — буфетниця